# Yutaka Yoshida
Yutaka Yoshida (吉田 豊 Yoshida Yutaka?), född 17 februari 1990 i Shizuoka prefektur, är en japansk fotbollsspelare som spelar för Nagoya Grampus.

## Karriär
Yoshida började sin karriär 2008 i Ventforet Kofu. 2012 flyttade han till Shimizu S-Pulse och därefter spelade han för Sagan Tosu. 
I januari 2019 värvades Yoshida av Nagoya Grampus.